# Тиберий Юлий Александр
Тиберий Юлий Александр — римский полководец, участник Парфяно-римской войны (58—63), Иудейской войны (66-73), префект претория.

## Происхождение
Тиберий Юлий Александр происходил из еврейской семьи: его отец, Александр Алабарх, был по утверждению Иосифа Флавия богатейшим человеком Египта, а дядей был известный еврейский эллинистический философ Филон Александрийский. Брат Тиберия Александра — Марк — был женат на сестре иудейского царя Агриппы II царице Беренике, но умер молодым.

## Карьера

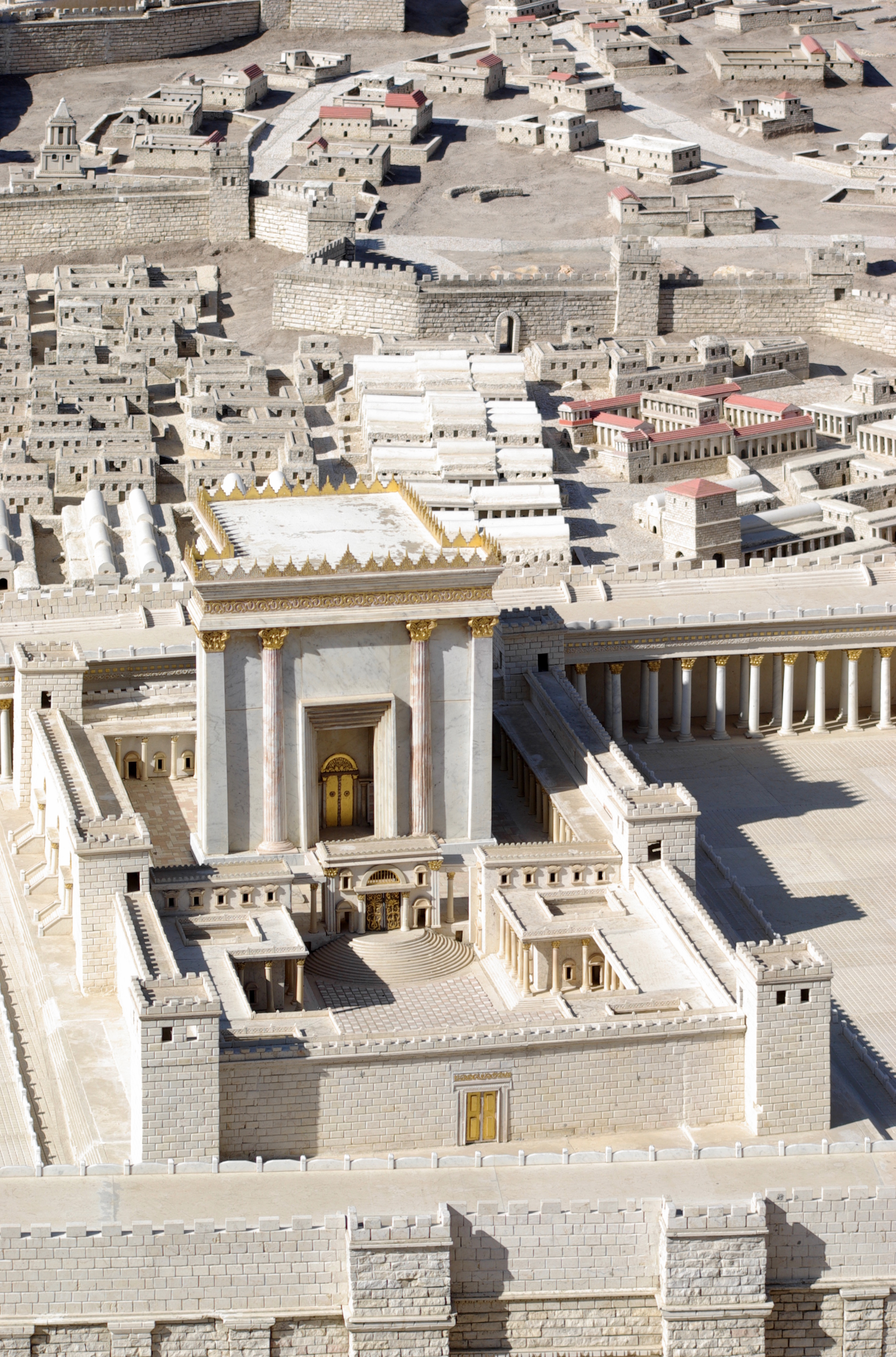
Фрагмент макета-реконструкции Иерусалимского Храма Ирода Великого, разрушенного Титом и Тиберием Александром.

Оставив иудейскую религию (либо, не исполняя её, либо перейдя в язычество, чтение Иосифа Флавия не даёт точного ответа), он стал чиновником в Египте.

### Прокуратор Иудеи
В 46 году император Клавдий назначил Тиберия Александра прокуратором Иудеи. За два года правления Тиберий Юлий Александр показал себя жёстким наместником, при нём происходили преследования еврейских патриотов; он казнил двух сыновей зелота Иуды Галилеянина.

### Участие в Парфяно-римской войне
В 63 году, во время похода римлян на парфян, Тиберий Александр был, в должности всадника (Нерон дал Александру звание римского всадника), помощником римского полководца Корбулона, по мнению Моммзена, состоял начальником штаба. Тиберий Александр встречался во время этого похода с Тиридатом — братом парфянского царя Вологеза.

### Наместник Египта. Битва в Дельте
Нерон назначил Александра в 66 году на должность префекта Египта в должности проконсула; еврейский царь Агриппа II поспешил из Иерусалима — где вспыхнуло восстание — в Александрию, чтобы поздравить Александра.
Будучи наместником Египта, Тиберий Александр командовал двумя легионами: III Cyrenaica и XXII Deiotariana.
Когда евреи Александрии начали войну с александрийскими греками, Александр вывел римский легион и опустошил населённый евреями квартал, Дельту, перебив около 50 тысяч человек.
Мятеж начался с того, что однажды в амфитеатр, где собрались греки, готовившиеся отправиться в посольство к Нерону, прибыли и представители евреев. Греки убили их.

«Всё еврейство поднялось тогда на месть. В начале они бросали в греков каменьями, но затем они собрали факелы, ринулись всей толпой к амфитеатру и грозили сжечь живьём всё собрание. Они бы это и исполнили, если бы начальник города Тиберий Александр не обуздал их ярость… Тиберий двинул против них два римских легиона вместе с ещё 5000 солдат… Евреи тесно сплотились вместе, выдвинули вперёд лучше вооружённых своих людей и таким образом долго отстаивали место сражения…»

В качестве префекта Египта Тиберий Юлий Александр написал известный эдикт, который имеет значение для изучения истории хозяйства Египта в середине I в.

### Участие в Иудейской войне
Во время борьбы Вителлия и Веспасиана за императорский пост Александр, получив письмо от Веспасиана, заставил 1 июля 69 года египетские войска принести присягу на верность последнему. Это было сделано, вероятно, по наущению любовницы сына Веспасиана — Тита, — еврейки Береники, которая была одно время замужем за братом Александра — Марком.
Таким образом, Тиберий Александр, по утверждению Светония и Тацита, первым признал Веспасиана императором.
В награду за эту услугу Александр был назначен сопровождать Тита (сын Веспасиана, также будущий император) во время Иудейской войны в качестве префекта претории — «начальника войска». В 70 году Тиберий Александр участвовал в осаде и взятии Иерусалима. На военном совете под Иерусалимом Александр подал голос за сохранение Храма. Иосиф Флавий называет его командующим римской армии, воевавшей против восставших евреев, и советником Тита.
Иосиф Флавий пишет, что накануне разрушения Храма Тит созвал совет, на котором заявил, что разрушать Храм нельзя ни в коем случае; Тиберий Александр поддержал его мнение. Но фрагмент из Тацита, сохранившийся в хронике Сульпиция Севера, свидетельствует о противоположном: Тит настаивал на разрушении Храма, Тиберий Александр — тоже.
Из найденных в Египте папирусов, следует, что после Иудейской войны Тиберий Александр за заслуги был назначен Веспасианом на должность командира преторианской гвардии (praefectus praetorio).

### Оценки
Тиберию Александру было посвящено псевдоаристотельское сочинение «О Вселенной», написанное неким александрийским евреем. Предполагают, что Филон Александрийский посвятил своему племяннику два трактата: «О Провидении» и «О животных» («Александр»).
В 1838 году в Араде была найдена надпись, в которой совет и население Арада выражают уважение одновременно Плинию Старшему и Александру. В надписи перечисляются титулы Александра: «эпарх еврейского войска», «правитель Сирии», «эпарх 22-го египетского легиона».